# ديريك فرنسيس
ديريك فرنسيس (بالإنجليزية: Derek Francis)‏ هو ممثل بريطاني (وحمل سابقاً جنسية المملكة المتحدة لبريطانيا العظمى وأيرلندا)، ولد في 7 نوفمبر 1923 ببرايتون في المملكة المتحدة، وتوفي في 27 مارس 1984 بلندن في المملكة المتحدة.

## وصلات خارجية
- ديريك فرنسيس على موقع IMDb (الإنجليزية)
- ديريك فرنسيس على موقع قاعدة بيانات الفيلم (الإنجليزية)